# Johann Carl Pinnekamp
Johann Carl Pinnekamp (* 17. Oktober 1872 in Gelsenkirchen; † 27. Mai 1955 in Essen-Rellinghausen) war ein Architekt von Kirchenbauten und Wohnhäusern, der vornehmlich im Ruhrgebiet tätig war.

## Leben
Nach einer Maurerlehre absolvierte Pinnekamp vermutlich an der Baugewerkschule in Köln eine Ausbildung zum Baugewerksmeister. Da ihm ohne Hochschulreife kein ordentliches Studium möglich war, nahm er von 1898 bis 1901 als Gasthörer an Lehrveranstaltungen der Architektur an den Technischen Hochschulen Karlsruhe und Charlottenburg teil. Zu seinen Professoren gehörten Carl Schäfer und Julius Carl Raschdorff.
Ab 1904 arbeitete Pinnekamp für die Terrain-Gesellschaft am Stadtpark Bochum, für die er Villen am Stadtpark Bochum plante. Seit 1905 Mitglied im Bund Deutscher Architekten (BDA), war er ab 1907 in Bochum selbständig. Bis 1927 entwarf er überwiegend Bauwerke für Einrichtungen der katholischen Kirche, darüber hinaus Industrie- und Wohngebäude. Ende der 1920er Jahre trat er aus dem BDA aus. Für die folgende Zeit sind keine Aufträge für Pinnekamps Architekturbüro belegt.

## Werke
| Bild | Bauzeit                | Bauwerk                                                                                   | Ort                         | Beschreibung                                                             |
| ---- | ---------------------- | ----------------------------------------------------------------------------------------- | --------------------------- | ------------------------------------------------------------------------ |
|      | 1904                   | Doppelvilla Graf-Engelbert-Straße 1/3                                                     | Bochum                      |                                                                          |
|      | 1904                   | Wohnhaus Graf-Engelbert-Straße 14                                                         | Bochum                      | im Zweiten Weltkrieg zerstört                                            |
|      | 1905                   | Doppelvilla Graf-Engelbert-Straße 4/6                                                     | Bochum                      | im Zweiten Weltkrieg zerstört                                            |
|      | 1905                   | Villa Uhlandstraße 51                                                                     | Bochum                      |                                                                          |
|      | 1906                   | Doppelvilla Graf-Engelbert-Straße 23/25                                                   | Bochum                      | Nr. 25 im Zweiten Weltkrieg zerstört                                     |
|      | 1906                   | Doppelvilla Graf-Engelbert-Straße 27/29                                                   | Bochum                      |                                                                          |
|      | 1906                   | Villa Kurfürstenstraße 6                                                                  | Bochum                      |                                                                          |
|      | 1906–1907              | Doppelvilla Graf-Engelbert-Straße 31/33                                                   | Bochum                      |                                                                          |
|      | 1906–1907              | Tagesanlage der Zeche Adler                                                               | Essen-Kupferdreh            |                                                                          |
|      | 1906–1907              | Arztvilla Dortmunder Straße 50                                                            | Waltrop                     |                                                                          |
|      | 1907                   | Wohnhaus Herzogstraße 18                                                                  | Herne-Eickel                | im Zweiten Weltkrieg zerstört                                            |
|      | 1907–1908              | Villa Am Alten Stadtpark 15                                                               | Bochum                      |                                                                          |
|      | 1908                   | Villa Am Alten Stadtpark 17                                                               | Bochum                      |                                                                          |
|      | 1908                   | Villa Bergstraße 91                                                                       | Bochum                      |                                                                          |
|      | 1908                   | Villa Direktor Schüler                                                                    | Bochum                      | Standort nicht zu ermitteln                                              |
|      | 1908                   | Villa Am Alten Stadtpark 19                                                               | Bochum                      |                                                                          |
|      | 1908–1909              | St. Joseph                                                                                | Herne-Horsthausen           | im Zweiten Weltkrieg und durch Bergschäden beschädigt, 1983 abgerissen   |
|      | 1908–1909              | Pfarrhaus der St.-Josephs-Gemeinde                                                        | Herne-Horsthausen           | 1944 zerstört                                                            |
|      | 1908–1909              | Festsaal Restaurant Kaiseraue                                                             | Bochum-Grumme               |                                                                          |
|      | 1908–1909              | Apotheke                                                                                  | Gelsenkirchen-Heßler        | im Zweiten Weltkrieg zerstört                                            |
|      | 1908–1911              | Pfarrhaus der St.-Josephs-Gemeinde                                                        | Herne-Wanne-Süd             |                                                                          |
|      | 1908–1911              | St. Joseph                                                                                | Herne-Wanne-Süd             | im Zweiten Weltkrieg beschädigt, verändert wiederaufgebaut               |
|      | 1909                   | Kaplanei der Herz-Jesu-Gemeinde                                                           | Gelsenkirchen-Hüllen        | im Zweiten Weltkrieg zerstört                                            |
|      | 1909                   | Elisabeth-Haus                                                                            | Gelsenkirchen-Hüllen        | im Zweiten Weltkrieg beschädigt, wiederaufgebaut                         |
|      | 1909                   | Villa Kurfürstenstraße 8                                                                  | Bochum                      |                                                                          |
|      | 1909–1910              | Vikarie der Heilig-Kreuz-Gemeinde                                                         | Bochum-Grumme               |                                                                          |
|      | 1909–1911              | St. Franziskus von Assisi (Stuckenbusch)                                                  | Recklinghausen-Stuckenbusch | erbaut als Klosterkirche Herz Jesu des Franziskanerklosters Stuckenbusch |
|      | 1910–1911              | Schwesternhaus der St.-Franziskus-Gemeinde                                                | Gelsenkirchen-Bismarck      |                                                                          |
|      | 1910–1911              | Josephssaal der St.-Franziskus-Gemeinde                                                   | Gelsenkirchen-Bismarck      |                                                                          |
|      | 1910–1912              | Tagesanlage der Zeche Admiral                                                             | Dortmund-Wellinghofen       | 1928–1930 abgerissen                                                     |
|      | 1910–1912              | Beamtenhäuser der Zeche Admiral                                                           | Dortmund-Wellinghofen       |                                                                          |
|      | 1911                   | Schwesternhaus mit Kinderbewahrschule                                                     | Herne-Baukau                | 1991 abgerissen                                                          |
|      | 1911                   | Wohnhaus Franzstraße 4                                                                    | Bochum                      |                                                                          |
|      | 1911–1912, 1924 (Turm) | Katholische Pfarrkirche Liebfrauen                                                        | Hagen-Vorhalle              |                                                                          |
|      | 1911–1912              | Pfarrhaus                                                                                 | Hagen-Vorhalle              |                                                                          |
|      | 1912                   | St. Elisabeth                                                                             | Kirchhundem-Benolpe         |                                                                          |
|      | 1912–1913              | Betriebsgebäude und Wagenhalle der Bochum-Gelsenkirchener Straßenbahnen AG                | Gelsenkirchen               | im Zweiten Weltkrieg zerstört                                            |
|      | 1912–1913              | St. Bonifatius                                                                            | Bochum-Langendreer          | 1961 umgebaut                                                            |
|      | 1912–1913              | Pfarrhaus                                                                                 | Bochum-Langendreer          |                                                                          |
|      | 1913                   | Beamtenhaus der Zeche Oespel                                                              | Dortmund-Kley               |                                                                          |
|      | 1913–1914              | Betriebsbahnhof, Wagenhalle und Maschinenhaus der Bochum-Gelsenkirchener Straßenbahnen AG | Hattingen                   | im Zweiten Weltkrieg zerstört                                            |
|      | 1914–1915              | Villa Dr. Wittkamp                                                                        | Bochum                      | Standort nicht zu ermitteln                                              |
|      | 1915                   | Straßenbahndepot der Bochum-Gelsenkirchener Str AG                                        | Essen-Kray                  | bis 1923 Rotthausen                                                      |
|      | 1915                   | Pfarrhaus                                                                                 | Hamm-Wiescherhöfen          |                                                                          |
|      | 1915                   | Erweiterungsbau der Elisabeth-Klinik                                                      | Olsberg-Bigge               |                                                                          |
|      | 1915–1916              | Kirche des Josefsheims Bigge der Josefs-Gesellschaft                                      | Olsberg-Bigge               |                                                                          |
|      | 1919–1920              | Notkirche Herz Jesu                                                                       | Essen-Königssteele          | 1969/70 abgerissen                                                       |
|      | 1919–1920              | Notkirche St. Joseph                                                                      | Essen-Leithe                | 1964 abgerissen                                                          |
|      | 1921–1922              | Notkirche St. Marien                                                                      | Hamm-Wiescherhöfen          | 1959 abgerissen                                                          |
|      | 1921–1922              | Siedlung Goldhammer Straße                                                                | Bochum-Hamme                | teilweise im Zweiten Weltkrieg zerstört                                  |
|      | 1921–1923              | Notkirche Heilig Geist                                                                    | Bochum-Harpen               | im Zweiten Weltkrieg beschädigt, 1953 abgerissen                         |
|      | 1922–1925              | Siedlung Dorstener Straße                                                                 | Bochum-Hofstede             | vor 1951 abgerissen                                                      |
|      | 1926–1927              | Franziskanerkloster Attendorn                                                             | Attendorn                   |                                                                          |
|      | 1927–1928              | Erweiterungsbau und Turnhalle Lyzeum (St.-Ursula-Gymnasium)                               | Attendorn                   |                                                                          |